# Maren Eggert
Maren Eggert (Hamburg, 1974. január 30.) német színpadi, film- és televíziós színésznő. 2003–2015 között a Tetthely tévésorozat Kielben fogatott filmjeinek állandó szereplője, 2021-ben az Én vagyok a te embered című tudományos-fantasztikus drámavígjáték főszerepéért megkapta a legjobb női főszereplőnek járó Ezüst Medve díjat és a Német Filmdíjat is.

## Élete

### Színészi pályája
Hamburgban született, 1994–1998 között elvégezte a müncheni Otto Falckenberg Színiiskolát. Rövid zürichi vendégszereplés után 1998–2000 között a bochumi színháznál dolgozott. 2000-től a hamburgi Thalia színház tagja volt. 2007-ben Rolf Mares-díjjal tüntették ki, a Veszedelmes viszonyok-ban nyújtott alakításáért. 2009 óta a berlini Deutsches Theater társulatának állandó tagja. Itteni egyik jelentős szerepe volt Krimhilde alakítása Friedrich Hebbel: A Nibelungok című szomorújátékában, amelyet a színház 2010-ben Michael Thalheimer rendezésében mutatott be.
Első filmszerepét 1997-ben játszotta Rainer Kaufmann rendező A patikusnő c. bűnügyi filmjében, majd 2001-ben súlyponti szerepet kapott Oliver Hirschbiegel rendező A kísérlet című, nagy visszhangot keltő pszichodrámájában, ahol Dorát, a Moritz Bleibtreu által alakított újságíró barátnőjét alakította. 
Claudia Garde rendezőnő 2006-os Die Frau am Ende der Straße (Asszony az utca végén) c. filmdrámájában Maren Eggert és Matthias Brandt játszotta a két főszerepet, a mentális betegséggel küzdő családanyát és annak férjét. A páros alakításért 2008-ban Eggert és Brandt közösen megkapta a Német Filmkritikusok Díját (Deutscher Kritikerpreis). Dominik Graf rendező 2007-ben bemutatott Das Gelübde (A fogadalom) című életrajzi filmjében, amely Clemens Brentano író és Anna Katharina Emmerick apáca találkozásáról szól, Eggert Clemens húgát, Bettina von Arnim írónőt formálta meg.
Széles körű ismertséget és népszerűséget szerzett a Tetthely című német televíziós krimisorozat Kielben játszódó évadaiban, ahol Frieda Jung rendőrségi pszichológusnő szerepét játszotta 2003-tól folyamatosan 2010-ig, majd 2015-ben ismét, összesen 15 filmben. Ezeket az évadokat az NDR tévécsatorna készítette, a főszerepet, Klaus Borowski rendőrfelügyelőt Axel Milberg alakította. 
Eggert közreműködött több rádiójátékban és számos irodalmi hangoskönyvben is. 2011 decemberében lemezre énekelte a „Lametta” című karácsonyi dalt, duettben Markus Berges-szel, az Erdmöbel együttes énekesével.
2019-2020-ban Maria Schrader rendező Én vagyok a te embered (Ich bin dein Mensch) című romantikus filmdráma-vígjátékában a női főszereplőt, a középkorú Alma régész-filológus kutatónőt alakította. Partnere Dan Stevens angol színész volt, az Almát boldoggá tenni hivatott humanoid robotfiú szerepében. Alma szerepéért 2021 márciusában a Berlinálén Eggert megkapta az Ezüst Oroszlán díjat. Ugyanezért a szerepért 2021 szeptemberében megkapta a legjobb női főszereplőnek járó Német Filmdíjat, az „Arany Lolát”.

### Közéleti szereplése
2011 november óta Eggert egyike a Biodiverzitás Évtizede elnevezésű ENSZ-projekthez Németország részéről akkreditált „nagyköveteknek”.

### Magánélete
Férjével, Peter Jordan színésszel együtt Berlinben él.

## Filmes és tévés szerepei
- 1997: A patikusnő (Die Apothekerin); iskolatársnő
- 1997: A rendőrség száma 110 (Polizeiruf 110) tévésorozat; Feuer! c. epizód, Gudrun
- 1998: Die Verbrechen des Professor Capellari; tévésorozat; egyetemi hallgatónő
- 1998: Két kakas, két liba, négy galiba (2 Männer, 2 Frauen – 4 Probleme)
- 2000: Die Königin - Marianne Hoppe; önmaga
- 2001: A kísérlet (Das Experiment); Dora
- 2002: Nyomozás Velencében (Donna Leon – Nobiltà); tévéfilm, Francesca Salviati
- 2003: Liebelei; tévéfilm; Christiane Weiring
- 2003: Ins Leben zurück, tévéfilm; Sophie nővér
- 2004: Marseille; Sophie (rendező Angela Schanelec)
- 2006: Die Frau am Ende der Straße, tévéfilm; Martina Schneider
- 2007: Das Gelübde; tévéfilm; Bettina von Arnim
- 2008: Was wenn der Tod uns scheidet?, tévéfilm, Lilly anyja
- 2010: Orly, Sabine (rendező Angela Schanelec)
- 2010: Amigo – Bei Ankunft Tod; tévéfilm; Dr. Simone Howard pszichológusnő
- 2003–2010: Tetthely (Tatort) tévésorozat, 14 film; Frieda Jung
- 2011: Das Ende einer Maus ist der Anfang einer Katze; tévéfilm; Monica Möller
- 2013: Eltern; Julie
- 2015: Nichts passiert; Martina
- 2015: Tetthely (Tatort) tévésorozat; Borowski und die Rückkehr des stillen Gastes c. epizód; Frieda Jung
- 2015: Die Klasse – Berlin ’61; tévéfilm, Frau Lesemann
- 2016: Tetthely (Tatort) tévésorozat; Hundstage c. epizód; Frieda Jung
- 2016: Der traumhafte Weg; Ariane
- 2017: Die Unsichtbaren; Helene Jacobs[11]
- 2018: Solo für Weiss, tévésorozat; Für immer Schweigen c. epizód; Dr. Ines Geissler
- 2018: Das Leben vor mir; tévéfilm; Natascha
- 2019: Ich war zuhause, aber…; Astrid
- 2019: Giraffe; Käthe
- 2019: Ottilie von Faber-Castell; tévéfilm; Bertha von Faber
- 2021: Én vagyok a te embered (Ich bin dein Mensch); Alma Felser

## Elismerései, díjai
- 2002: a Körber Alapítvány Boy Gobert-díja
- 2007: Ulrich Wildgruber-díj
- 2007: Rolf Mares-díj a Veszedelmes viszonyokban nyújtott alakításáért, a hamburgi Thalia színháznál
- 2008: a Német Kritikusok Díja, megosztva Matthias Brandttal, a Die Frau am Ende der Straße két főszerepéért
- 2021: Ezüst Medve díj a legjobb színésznőnek, az Én vagyok a te embered főszerepéért
- 2021: Német Filmdíj az Én vagyok a te embered főszerepéért

## További információ
- Maren Eggert a PORT.hu-n (magyarul)
- Maren Eggert az Internetes Szinkronadatbázisban (magyarul)
- Maren Eggert az Internet Movie Database-ben (angolul)
- Maren Eggert a Rotten Tomatoeson (angolul)
- Maren Eggert az AlloCiné weboldalán (franciául)
- Maren Eggert Profile. famousfix.com. (Hozzáférés: 2023. január 19.)
- Maren Eggert (német nyelven). Filmportal.de. (Hozzáférés: 2022. február 7.)